# Давадоржийн Тумурхулэг
Давадоржийн Тумурхулэг (монг. Даваадоржийн Төмөрхүлэг, род. 29 сентября 1990, Улан-Батор) — монгольский самбист и дзюдоист, чемпион Азиатских игр 2014 года по дзюдо, чемпион (2013), серебряный (2011) и бронзовый (2015) призёр чемпионатов Азии по дзюдо, чемпион (2014) и бронзовый призёр (2013, 2022) чемпионатов мира по самбо, участник соревнований по дзюдо летних Олимпийских игр 2012 и 2016 годов.
Родился в 1990 году. В 2011 году завоевал серебряную медаль чемпионата Азии. В 2012 году принял участие в Олимпийских играх в Лондоне, но там стал лишь 17-м. В 2013 году выиграл чемпионат Азии. В 2014 году завоевал золотую медаль Азиатских игр.